# Milešický prales
Milešický prales je přírodní rezervace na severovýchodním svahu hřebene mezi Boubínem a Bobíkem v okrese Prachatice, 2,5 km od Boubínského pralesa. Chráněné území o rozloze 9,63 ha leží v CHKO Šumava a spravuje ji Správa NP a CHKO Šumava. Rezervace byla vyhlášena v roce 1948, ovšem v roce 1965 bylo od ochrany upuštěno. V roce 1989 byla rezervace vyhlášena znovu. Předmětem ochrany je původní smíšený horský les ve stupni kyselých horských bučin s jedlí (Abies alba) a klenem (Acer pseudoplatanus). 
Původní rozloha byla 19 ha, postupně byla ale zmenšována až na necelých 10 ha. Lesní porost tvoří zbytek původního přirozeného lesa se stářím 250–300 let. Prales tvoří ze dvou třetin padlé kmeny, trouchnivějící pařezy a vývraty. Území je součástí jelení obory, ale proti zvěři bylo oploceno.